# Gallura
La Gallura (Gaddùra /ga'ɖːura/ e Caddura in gallurese) è una subregione storica e geografica della Sardegna. Comprende la parte nord-orientale dell'isola, dal fiume Coghinas che la delimita a ovest, passando poi per il massiccio del Limbara, che ne delimita la parte meridionale, fino al massiccio del monte Nieddu a sudest, nei comuni di San Teodoro e Budoni.
È caratterizzata da un'economia solida dove prevalgono, oltre al rinomato settore turistico, l'industria del sughero e del granito, nelle quali ha raggiunto primati a livello internazionale.
I centri più significativi sono Olbia, Tempio Pausania, Arzachena e La Maddalena per quanto riguarda il settore turistico (in Gallura è situata, ad esempio, la rinomata Costa Smeralda), Calangianus per l'ampia industrializzazione (si è qui sviluppata l'industria sugheriera più grande in Italia e tra le maggiori al mondo).
La lingua sarda ha qui risentito il ripopolamento da parte delle genti corse: il gallurese, derivato dall'interazione tra sardo logudorese e lingua corsa, è la parlata che prevale nei centri galluresi; il sardo resiste oramai solamente ad Olbia, Luras, Budoni e Golfo Aranci, anche se in quest'ultima località si trova oramai solamente nella toponomastica.

## Estensione territoriale e comuni
La Gallura è limitata a ovest dal fiume Coghinas, a sud dal monte Limbara ed a sud-est dal monte Nieddu, fino al comune di Budoni dove funge da limite Punta Ottiolu.
La parte attorno all'agro di Olbia è delimitata dagli antichi confini delle Baronie montacutesi di Silvas de Intro e dei Saltos de Giosso, avamposti della confinante regione storica del Monteacuto. Per Silvas de Intro dalla catena del Limbara lungo il confine comunale tra Calangianus e Berchidda la delimitazione seguiva la località Pedra de campos, in passato territorio berchiddese, oggi zona demaniale di Calangianus denominata Santa Caterina. Seguendo il corso del fiume Pedru Nieddu costeggiava il limite meridionale di Telti per poi scendere verso Enas e Su Canale, territori di Silvas de Intro e dunque storicamente non facenti parte della Gallura, nonostante siano abitati da genti galluresofone. 
Il confine tra Gallura e Montacuto passa dunque per la Conca di Zappalì, Monte Litu, Funtana Barattu, Punta Maruddu, Punta Santu Paulu, Punta Lacabatu, Punta La ceddha, Li Tre Puntitti, e Andriottu. Da qui si collega alla catena montuosa trasversale di Monte Nieddu che scema verso la piana di Oviddè. Dunque metà del territorio comunale di Loiri Porto San Paolo, pur essendo considerato gallurese per via della lingua che vi si parla, non è da considerarsi Gallura in quanto facente parte della Baronia di Silvas de Intro, legata indissolubilmente ai territori del Montacuto appartenenti in periodo spagnolo ai Duchi di Gandia. In particolare il territorio attorno ai borghi di Loiri e Azzani, fino alle frazioni di Monte Litu, Azzanidò, Santa Giusta. 
Ancora nel 1873, la ripartizione del mandamento della neonata pretura di Terranova indicava Enas nella località Silvas de intro, e un decreto dello stesso periodo di concessione di terreni ademprivili alle Ferrovie Sarde, delimitava chiaramente l'avamposto più orientale di Silvas de Intro attorno al villaggio di Azzanì. Territori dunque facenti parte storicamente, amministrativamente e fiscalmente al Monteacuto e non alla Gallura, popolate però a partire dal 1600 da coloni provenienti dall'alta Gallura, Calangianus in particolare. Lo stesso dicasi per i Saltos de Giosso, la cui parte settentrionale ricade nella Valle di Olevà, odierna Berchiddeddu, che a dispetto dell'idioma parlato da una parte della sua popolazione è da considerarsi facente parte della regione storica montacutese e non della confinante Gallura, poiché storicamente Baronia del Monteacuto.
La Gallura raggruppa oggi 21 comuni, quasi tutti in provincia Gallura:
| Stemma | Comune                     | In lingua gallurese/sarda                                    | Superficie | Popolazione |
| ------ | -------------------------- | ------------------------------------------------------------ | ---------- | ----------- |
|        | Olbia                      | Tarranoa/Terranòa                                            | 383,64 km² | 61 323 ab.  |
|        | Arzachena                  | Alzachena/ Artzaghena                                        | 230,85 km² | 13 815 ab.  |
|        | Tempio Pausania            | Tèmpiu                                                       | 210,82 km² | 13 798 ab.  |
|        | La Maddalena               | Madalena/ Sa Maddalena                                       | 52,01 km²  | 11 221 ab.  |
|        | Santa Teresa di Gallura    | Lungoni/Longone                                              | 102,29 km² | 5 377 ab.   |
|        | Budoni                     | Buduni/Budune                                                | 54,28 km²  | 5 209 ab.   |
|        | San Teodoro                | Santu Diadoru/Santu Tiadoru de Oviddè                        | 107,6 km²  | 4 990 ab.   |
|        | Palau                      | Lu Palau/Parau                                               | 44,44 km²  | 4 224 ab.   |
|        | Calangianus                | Caragnani/Calanzanos                                         | 126,84 km² | 4 069 ab.   |
|        | Loiri Porto San Paolo      | Lòiri Poltu Santu Pàulu/Loèri e Portu de Santu Pàulu         | 118,52 km² | 3 501 ab.   |
|        | Luras                      | Lùrisi/Luras                                                 | 87,59 km²  | 2 509 ab.   |
|        | Golfo Aranci               | Fìgari                                                       | 37,43 km²  | 2 464 ab.   |
|        | Telti                      | Telti/Tertis                                                 | 83,25 km²  | 2 304 ab.   |
|        | Trinità d'Agultu e Vignola | La Trinitai e Vignola/Sa trinidàde e Binzola                 | 134 km²    | 2 206 ab.   |
|        | Badesi                     | Li badesi/Sos badesos                                        | 31,3 km²   | 1 882 ab.   |
|        | Luogosanto                 | Locusantu/Logu santu                                         | 135,07 km² | 1 854 ab.   |
|        | Viddalba                   | Vidda ecchja/Biddalva                                        | 50,41 km²  | 1 683 ab.   |
|        | Sant'Antonio di Gallura    | Sant'Antoni di Gaddhura/Santu Antòni de Calanzanos           | 81,69 km²  | 1 494 ab.   |
|        | Aggius                     | Àggju/Azos                                                   | 86,31 km²  | 1 482 ab.   |
|        | Aglientu                   | Santu Franciscu di l'aglientu/ Santu Frantziscu de s'alientu | 148,19 km² | 1 257 ab.   |
|        | Bortigiadas                | Bultigghjata/Bortijàdas                                      | 75,9 km²   | 755 ab.     |

## Territorio

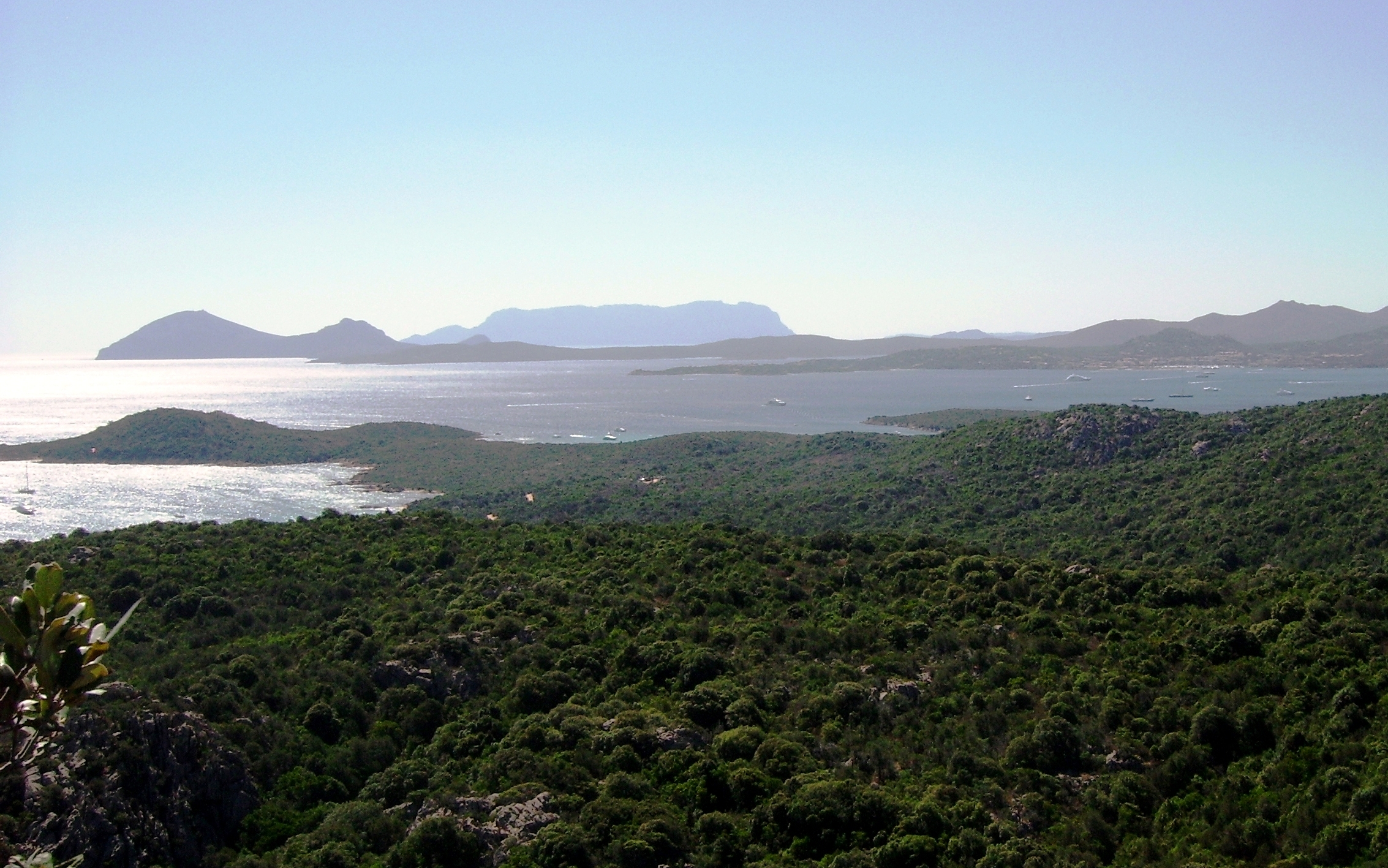
Gallura - il golfo di Cugnana, sullo sfondo capo Figari ed il profilo dell'isola di Tavolara.

Il territorio è ricompreso nella provincia Gallura.
La natura del territorio gallurese è prevalentemente montuosa (monte Puntaccia, monte Abbalata), specie se paragonata a quella pianeggiante o collinare del confinante Logudoro.
Ricca di roccia granitica levigata dal vento, dalla pioggia e dal mare, specie sulle coste, sculture naturali di forme bizzarre come quella dell'Orso nei pressi di Palau, conferiscono alla Gallura un aspetto assai originale, molto simile a quello del sud della Corsica e che lascia spazio solo verso nord a fertili pianure.
La vegetazione spontanea della costa è formata da macchia mediterranea (lentischio, cisto, corbezzolo, mirto ecc.). L'interno, invece, ha un aspetto differente, più riparato dai venti e caratterizzato da imponenti affioramenti granitici e boschi di querce e sughere la cui lavorazione costituisce una delle principali attività produttive.

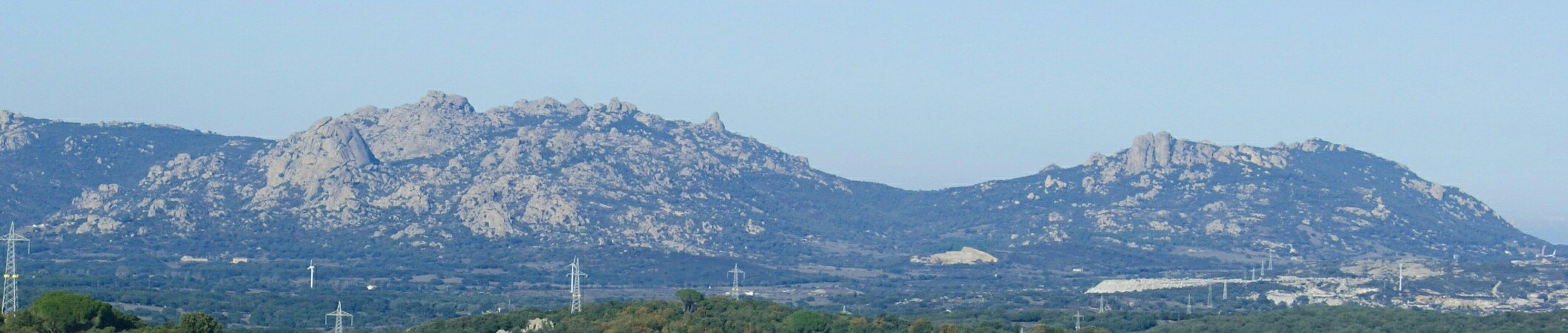
Colline granitiche, tipico paesaggio gallurese.

## Coronimo
Il significato del coronimo "Gaddùra/Caddùra" (collegabile ad altri toponimi sardi come Gaddaroniài a Oliena o Caddori presso Bultei), che appare nelle prime testimonianze scritte col condaghe di San Pietro di Silki (XI-XII secolo), sarebbe "rocciosa, sassosa".
Secondo Francesco Cesare Casula, il coronimo Gallura deriva da fretum gallicum, l'antico nome dello stretto di Bonifacio.

## Storia

### Origini e preistoria

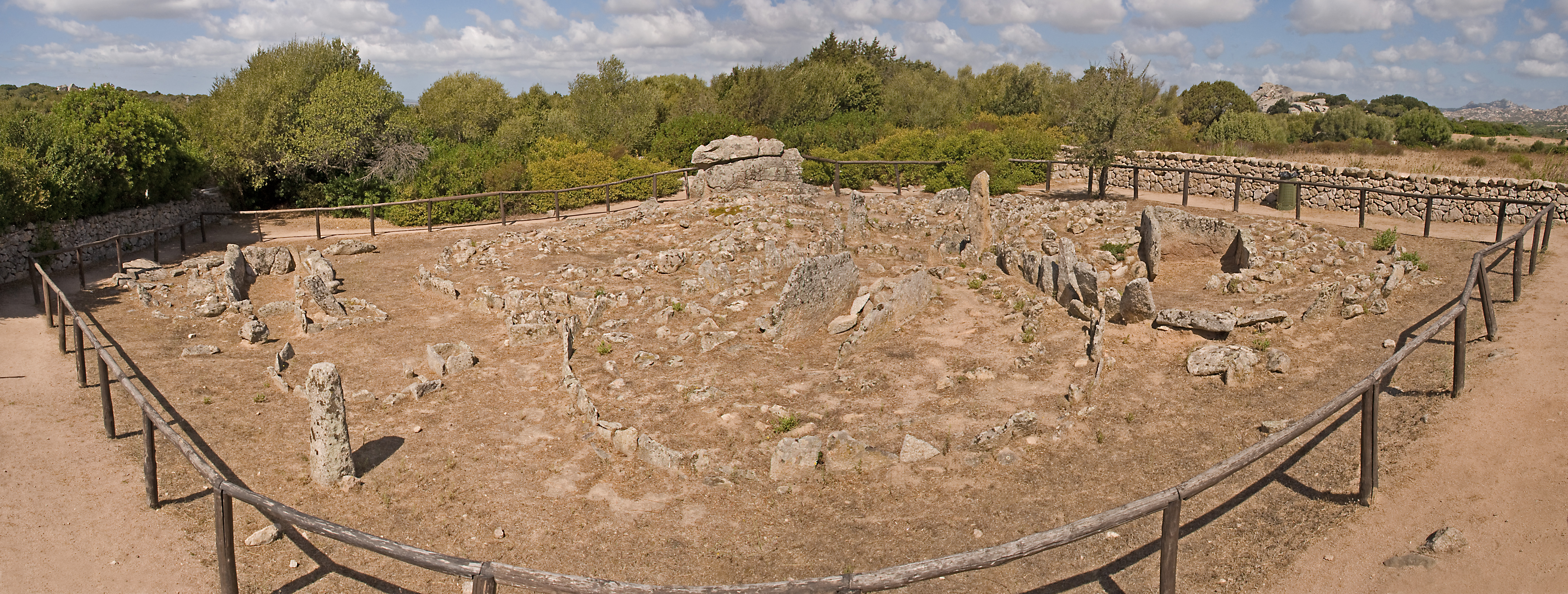
Necropoli di Li Muri, Arzachena

L'Uomo moderno è arrivato in Sardegna circa 20 000 anni fa, percorrendo il blocco sardo-corso, dopo aver attraversato lo stretto di mare che si congiunge all'arcipelago toscano. È perciò molto probabile la sua presenza anche in Gallura. La più antica presenza certa dell'uomo in Gallura risale al Neolitico antico, con la comparsa della ceramica cardiale. Ad Aglientu in località Lu Littaroni e a cala Corsara nell'isola di Spargi è stata trovata una grande quantità di ceramica e di ossidiana proveniente dal monte Arci. Questo indica, ancora una volta, la Gallura come passaggio obbligato "dell'oro bianco e nero" nell'antichità. Nelle fasi successive del Neolitico, il territorio gallurese si distingue per la presenza della cultura di Arzachena; nell'Eneolitico sono scarse le attestazioni della cultura di Monte Claro, di Abealzu-Filigosa e del vaso campaniforme, generalmente diffuse nel resto dell'isola.
Le rotte da e per la Sardegna erano ben conosciute e le sue risorse richiamavano una massiccia affluenza di genti e di idee.
L'attuale Gallura è stata popolata da genti còrse fin dall'antichità preromana. In epoca nuragica la Gallura ha costituito una testa di ponte per la diffusione della cultura nuragica nel sud della Corsica e si segnala in particolare la diffusione e tipicità della tipologia a "corridoio" (imparentata con le tipologie torreane della vicina Corsica) e di quella mista corridoio-tholos, spesso accomunate dall'integrazione tra strutture architettoniche e rocce circostanti.

### Periodo romano

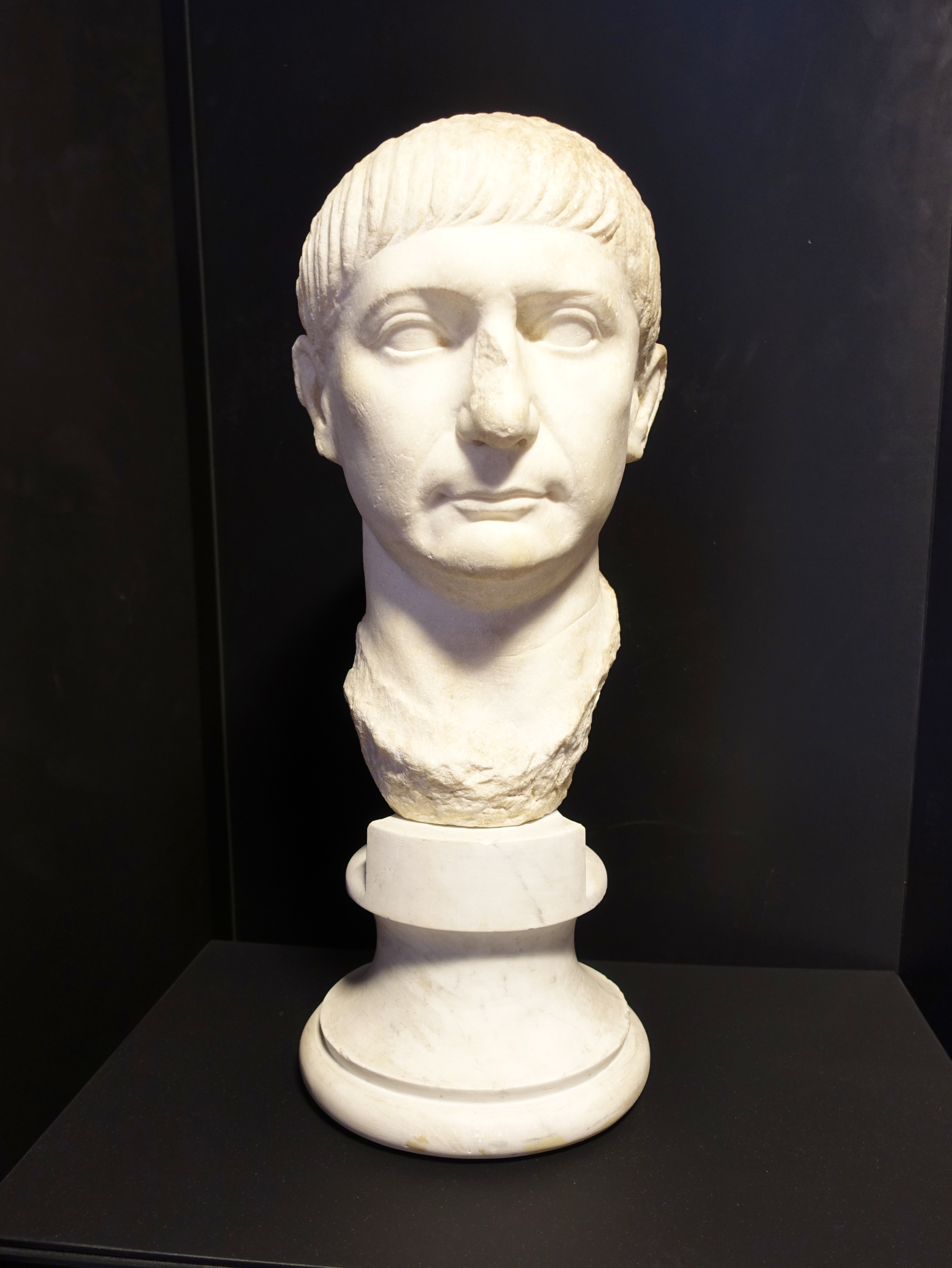
Busto di Traiano da Olbia

Dopo la conquista della Sardegna da parte dei Romani (238 a.C.), che la sottrassero al controllo punico nel corso della guerra dei mercenari, la città di fondazione greca di Olbia assume notevole importanza essendo il porto maggiormente vicino alla penisola, collegato a Caralis e Colonia Iulia Turris Libisonis.

### Periodo giudicale e pisano: il Giudicato di Gallura
Dopo il decadimento di Olbia a seguito delle incursioni dei Vandali, dal 594 la sede vescovile viene insediata, probabilmente nello stesso territorio, a Phausiana per iniziativa del papa Gregorio Magno, poi sostituita in periodo giudicale da quella di Civita. Nel Medioevo, dalla metà del IX secolo circa, la Gallura costituisce uno dei quattro giudicati (o regni) autonomi in cui era divisa l'isola. Le rotte che toccavano la Sardegna ripresero ad essere frequentate in occasione della crisi del predominio delle flotte arabe; le risorse dell'isola ripresero a richiamare mercanti e navigatori provenienti soprattutto dalla Liguria e dalla Toscana. Il Giudicato comprendeva le attuali regioni storiche della Gallura, delle Baronie e parte del Nuorese, con capitale Civita. Infatti, in seguito all'aiuto pisano dato ai sardi contro i tentativi di invasione araba di Mujāhid al-ʿĀmirī verso l'inizio dell'XI secolo, le ingerenze pisane sull'Isola si sarebbero fatte sempre più forti. Lo stesso Giudicato di Gallura sarebbe passato integralmente sotto il controllo di Pisa con la morte, nel 1296, dell'ultimo giudice Nino Visconti.

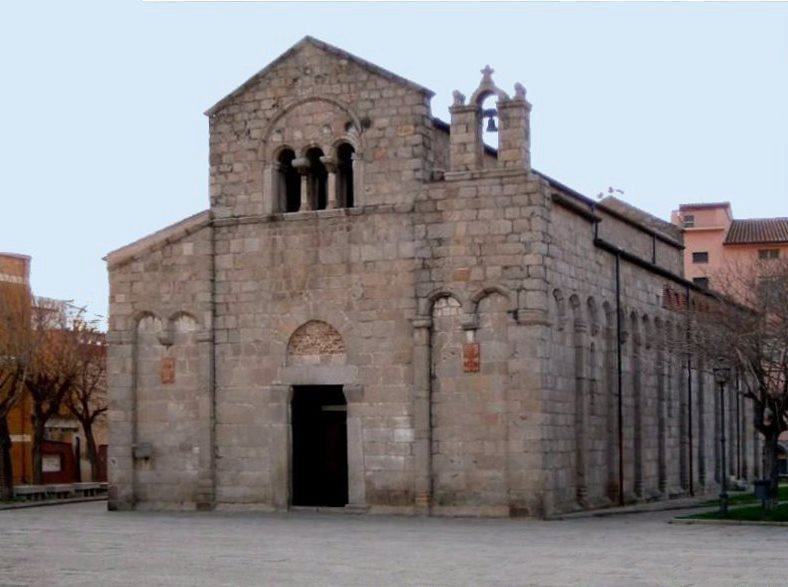
La basilica romanica di San Simplicio a Olbia

Nel 1073 in una epistola che il papa Gregorio VII indirizza ai Giudici sardi per invitarli alla sottomissione alla chiesa di Roma compare per la prima volta la denominazione "Gallura" nel riferimento Costantinus Gallurensis. In successivi documenti comparirà anche nelle forme Gallul, Gallulu, Gallula e poi Gallura. Occorrerà invece attendere una Carta Pisana della metà del XIII secolo per veder riportato il termine Galorj (nei pressi dell'attuale Punta Nera a Palau) su una carta geografica. Nel periodo giudicale, fino al 1600 circa, i centri principali del giudicato sono le attuali Tempio Pausania e Calangianus (Tempio e Calanjanus in Gemini).
Il giudicato era diviso nelle seguenti curatorie (tra parentesi, i centri situati all'interno delle stesse): 
- Gemini (Tempio, Calanjanus, Nughes, Aggius, Bortigiadas, Luras, Vignas o Campo de Vigne o de Vinyes, Villa Latignano o Latinacho)
- Taras o Caras (Villa Abba, Cokinas, Malacaras, Bongias, Morteddu)
- Montanea o Montangia (Arcagnani, Assuni, Alvargius, La Paliga, Melassani, Agnorani, Villa Logusantu)
- Balaniana o Balariana (Balarianu, Batore, Nuragi, Oranno, S. Stefano, Telargiu, Albaico, Vigna Maggiore)
- Canahim o Canahini (Canahini, Agiana o Hagiana, Villa Canaran)
- Unale josso (Villa de Muru, Agugheda-Cucchè, Nurachi, Corache-Cares (Orividdo-Siddai), Gonarium o Unale, Villa del Castro o Corte di Dorgali, Ortomurcato, Scopeta, Siffilionis, Thurcali-Cartagine Sulcos)
- Civita o Fundimonte (Terranova, Villaverri, Puzzolo, Caresos, Tertis, Villa maior, Talanyana, Larathanos, Offilo, Villa Petresa)
- Orfili (Orfili, Ossude, Villadanno, Guardoso, Lappia)
- Posada (Posada, Torpè di Posada, Lodedè, Lorade, Pelarà, Palterisca, Stelaia, Siniscola)
- Barbagia di Bitti (Bitti, Garofai, Onani, Dure, Norgale)
- Orosei Galtellì (Galtellì, Orisè o Orosei, Irgoli, Onnifai, Locoli, Lulla, Dilisorre, Duassodera, Gorgorai, Ircule)

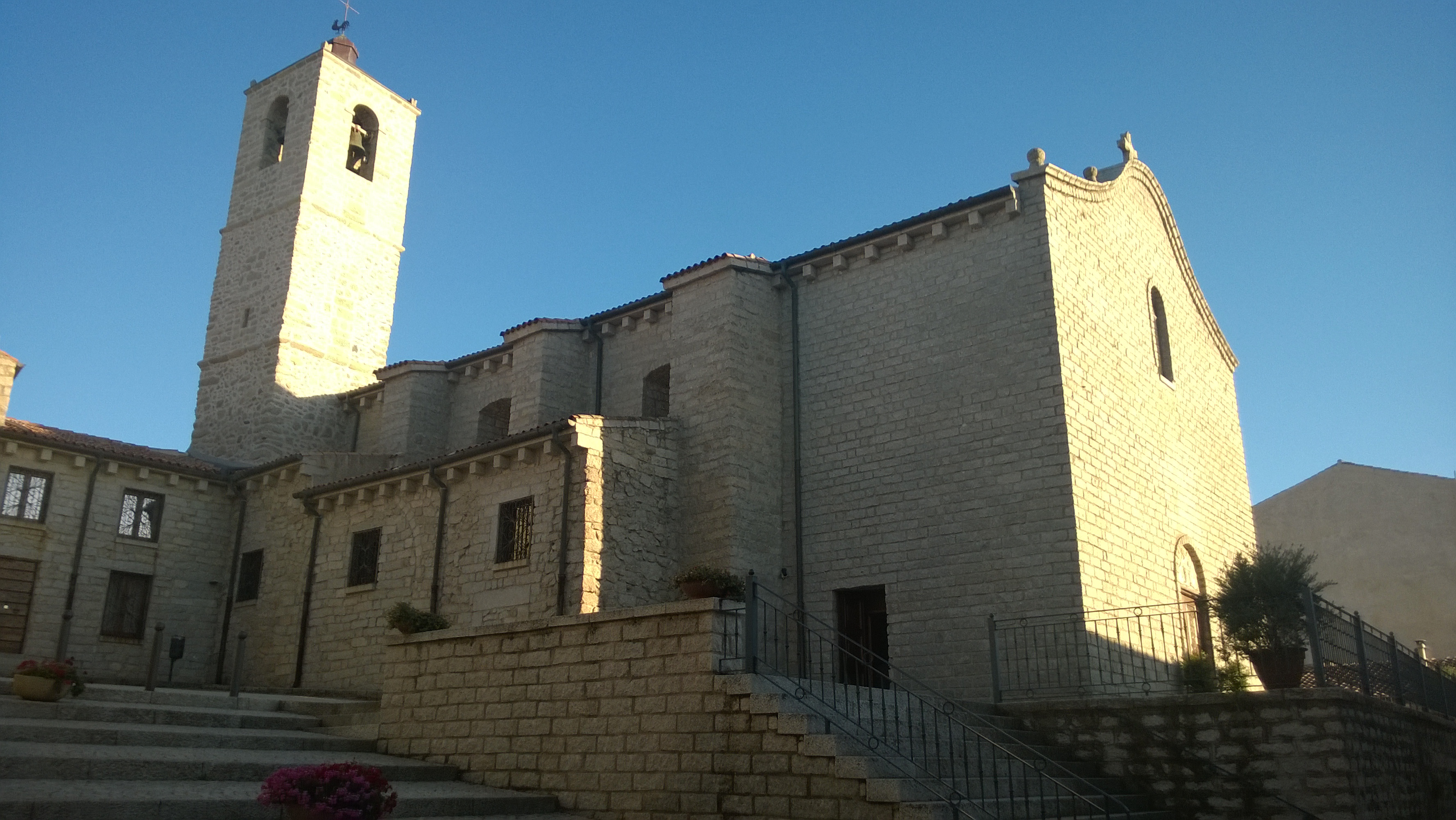
Parrocchiale di Santa Giusta, Calangianus.

- Franca di Jirifai.

### Periodo aragonese e iberico
In periodo tardo medioevale e aragonese all'abbandono di Civita (i pisani fondarono Terranova, più vicina al porto) e allo spopolamento delle coste oppresse dalle incursioni piratesche arabe corrisponde un maggiore sviluppo delle zone interne e delle città di Tempio e Calangianus, le quali diverranno le due città principali della Gallura, favorite dalla posizione che le preservava da barbari e pestilenze.
Sono documentati stanziamenti di famiglie còrse nel territorio almeno a partire dal XIV secolo; una fonte aragonese del 1358, il Componiment de Sardenya, menziona la presenza nel salto di Cassari di "los Corsos e altres homens...tenen aqui bestiàr" (i Corsi e altre persone...tengono qui del bestiame). Nel 1554 un Memoriale del Virrey del Reyno de Cerdeña rileva la presenza dei còrsi in Gallura (riferendosi a questa "... parte de Cerdeña que confina con la Corçega ..." cita "Está mucha parte d.ella habitada de corços ..."), che compaiono anche in una lettera di García Hernández a Filippo II di Spagna del 1563 in cui si accenna ai numerosi còrsi che abitavano in Sardegna e che aderivano alla causa indipendentistica còrsa propugnata da Sampiero Corso, mentre nel 1562, in un atto relativo alle campagne di Tempio, compare la prima attestazione della presenza degli stazzi (... quoddam stacium seu capannam pastorum ...). Secondo alcune teorie storico-linguistiche sarebbero responsabili della nascita della lingua gallurese: infatti, si pensa che prima di questi flussi migratori, durante il periodo del giudicato di Gallura, venisse parlato il sardo logudorese che sopravvive tutt'oggi in alcuni centri tra cui Olbia, Luras, Golfo Aranci, Budoni e Padru. Risalire alla discendenza corsa dei nativi galluresi è possibile solo mediante analisi storica del proprio cognome.

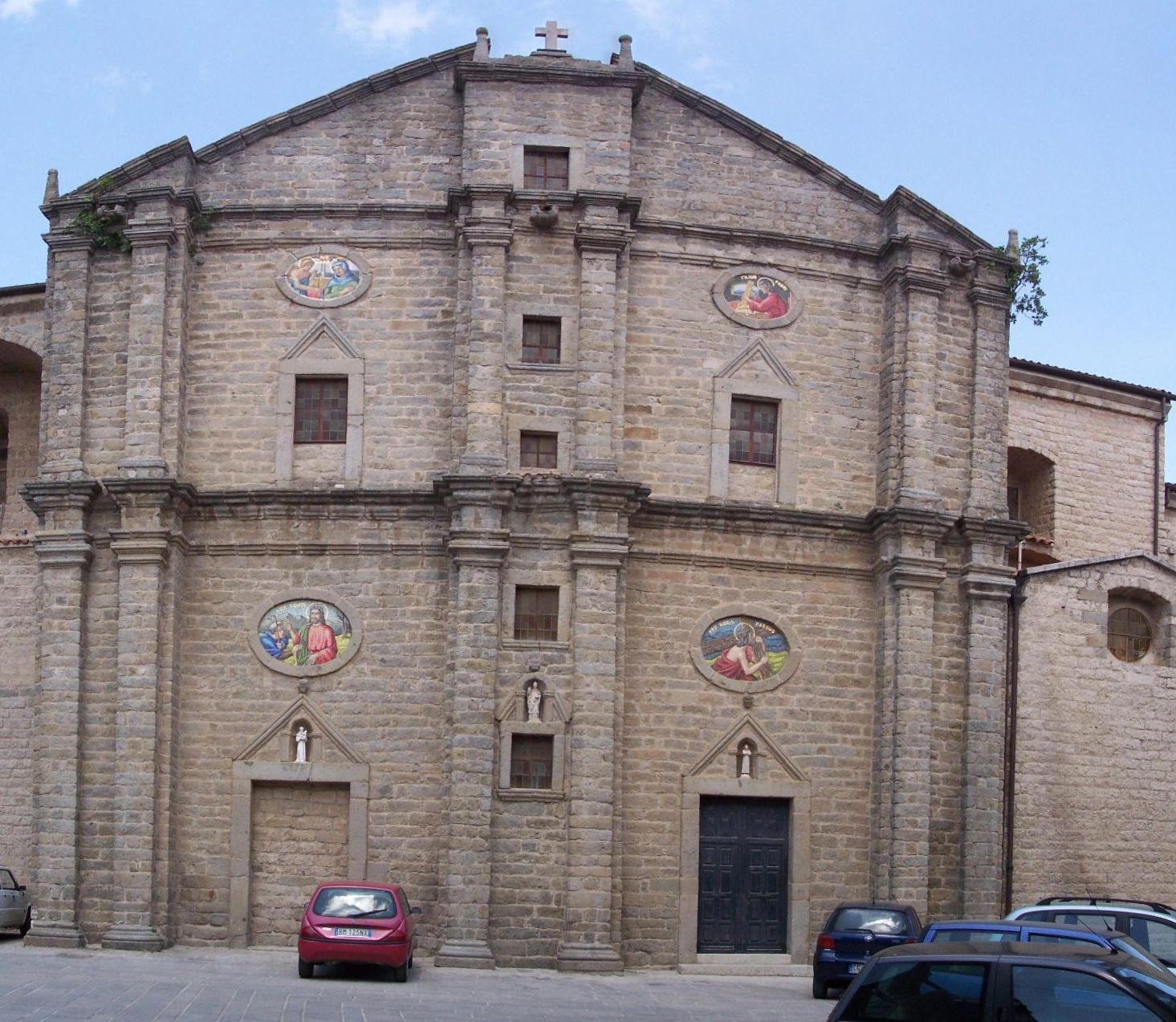
La cattedrale di San Pietro nel centro storico di Tempio.

### Periodo sabaudo
Per lunghi decenni la regione semispopolata fu ribelle ad ogni autorità. Intorno al 1810 la regione fu lacerata dallo scontro furibondo di un consistente e numeroso gruppo di fazioni tempiesi. La sfrontatezza dei fuorilegge arrivò a tal punto che caddero vittima delle fazioni in lotta i vertici delle autorità locali. Perirono il censore diocesano, il reggente ufficiale di giustizia e il sostituto procuratore fiscale. Questi attacchi violenti al cuore dello stato provocarono la reazione del governatore di Sassari Varax.
La situazione di ingovernabilità della Gallura viene sottolineata con estrema chiarezza nel resoconto della Regia delegazione per la pacificazione della Gallura del 1813. In tale relazione si denunciarono le numerose e feroci faide che insanguinavano la regione condotte da pastori "insofferenti all'ordine, indipendenti, vendicativi, astuti e intelligenti". Il 9 maggio 1813 davanti al notaio di Tempio, Apollinare Fois-Cabras si rogarono le “paci” seguite da un atto di grazia del Re emanato con decreto del 29 dello stesso mese. Nella Gallura marittima le cose non andavano meglio. L'epilogo di una faida lunga e sanguinosa fu siglata con le paci del 1850 tra gli Orecchioni e i Vincentelli di Santa Teresa di Gallura. L'incontro si tenne nello stazzo di Cucuruzza, proprietà del ricco pastore Pietro Scampuddu Pilosu, amico e confidente di Giuseppe Garibaldi, concludendosi con una funzione religiosa e un banchetto.
Nel 1839 la sede vescovile viene trasferita da Olbia a Tempio che nello stesso periodo era stata elevata al rango di città (1836) e di capoluogo di provincia (dal 1807 al 1821 e dal 1833 al 1859).

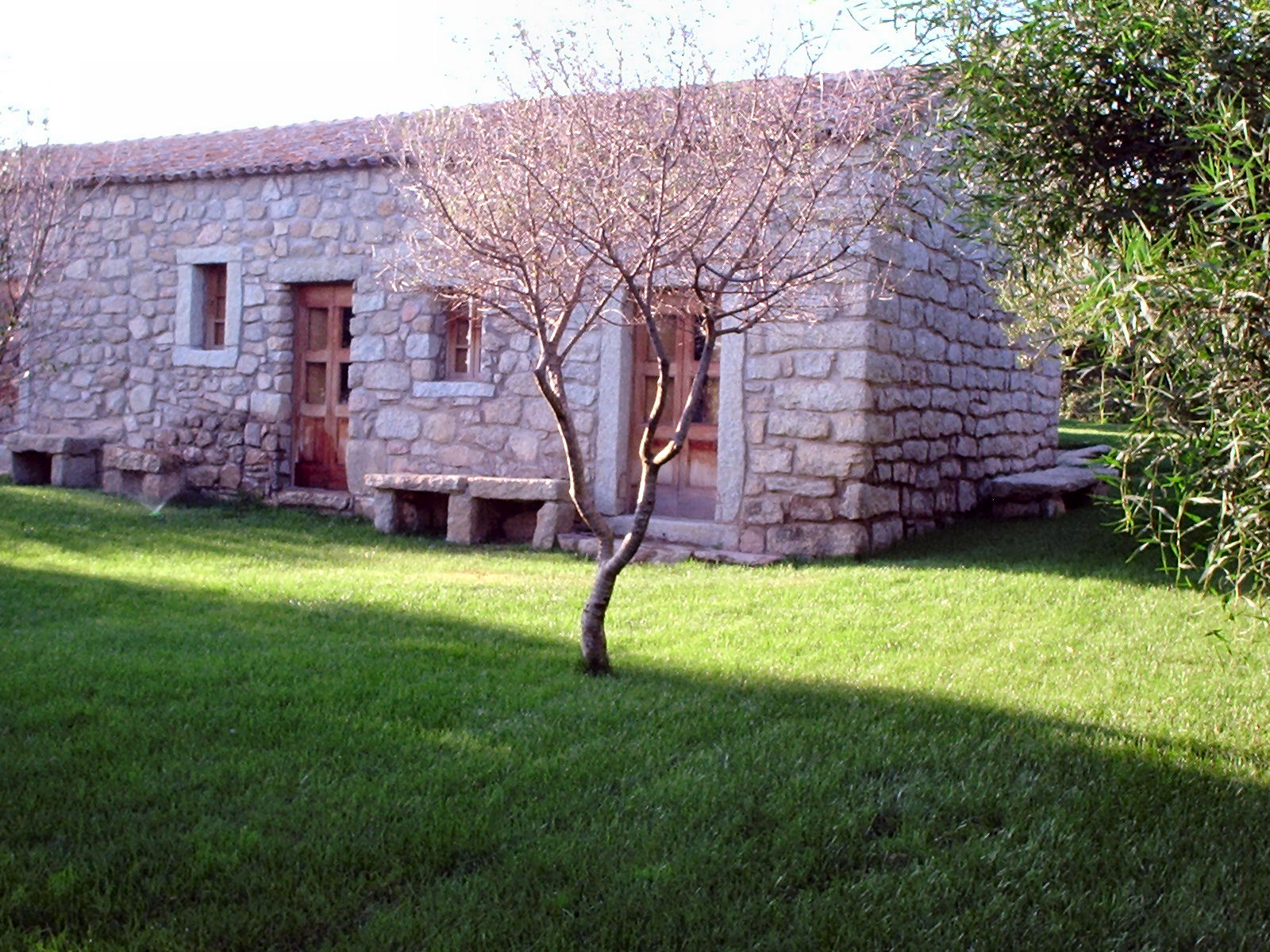
Un tipico stazzo gallurese.

### Il XX secolo e il periodo contemporaneo
Con la fine dell'Ottocento e il XX secolo con il miglioramento dei collegamenti si è invertita la tendenza insediativa a favore della fascia costiera e della città di Olbia che ha anche beneficiato della nascente Costa Smeralda insieme a Arzachena,Palau, Santa Teresa e San Teodoro. Oltre al turismo, la lavorazione del sughero è una delle principali fonte di ricchezza della comunità gallurese, e vede in Calangianus il principale centro economico.

## Simboli
com’avria fatto il gallo di Gallura»
(Dante Alighieri, Purgatorio – canto VIII – versi 79-81)
Il simbolo per eccellenza della Gallura è il gallo, sin dal medioevo, essendo l'antico stemma del giudicato di Gallura dal XII secolo.

Stemma del Giudicato di Gallura.
Stemma della provincia Olbia-Tempio

## Società

### Lingue e dialetti
In Gallura, oltre all'italiano, si parlano essenzialmente due lingue: il gallurese, classificato come una lingua sardo-corsa o una varietà del corso meridionale affine ai dialetti del Sartenese, e il sardo logudorese nella varietà settentrionale, che ha comunque assimilato parte del lessico corso e gallurese adattandolo alla struttura della lingua sarda. In termini di distribuzione geografica il gallurese, originatosi nell'Alta Gallura, è parlato in quasi tutta la Gallura (da Viddalba alla fascia settentrionale di Budoni) mentre il sardo - che fino al 1400 era diffuso in tutta la Gallura e nella cui lingua venivano redatti i documenti dei governi giudicali - è tuttora diffuso a macchia di leopardo: Olbia, Luras, parte dell'agro di Golfo Aranci, Budoni meridionale. Alla Maddalena più propriamente si parla l'isulanu, una variante del còrso molto prossima a quello parlato nell'entroterra di Bonifacio (cossu suttaninu, in corso corsu suttanacciu). Ad Aggius si parla un gallurese particolare, che ha assunto influenze sassaresi nella pronuncia, mentre Bortigiadas è ora galluresofono, ma fino a metà del secolo scorso il suo idioma era un logudorese fortemente corrotto dal gallurese.

## Monumenti e luoghi d'interesse
L'elemento costruttivo che caratterizza l'architettura gallurese è il granito: con questo materiale, infatti, venivano costruiti gli stazzi ma anche le chiese e i palazzi cittadini.

### Preistoria e periodo nuragico
- Complesso nuragico di Lu Brandali di Santa Teresa Gallura
- Necropoli di Li Muri ad Arzachena

- Dolmen di Ladas a Luras
- Dolmen di Alzoledda a Luras
- Dolmen di Ciuledda a Luras
- Dolmen di Billella a Luras
- Pozzo Sacro di Sa Testa a Olbia

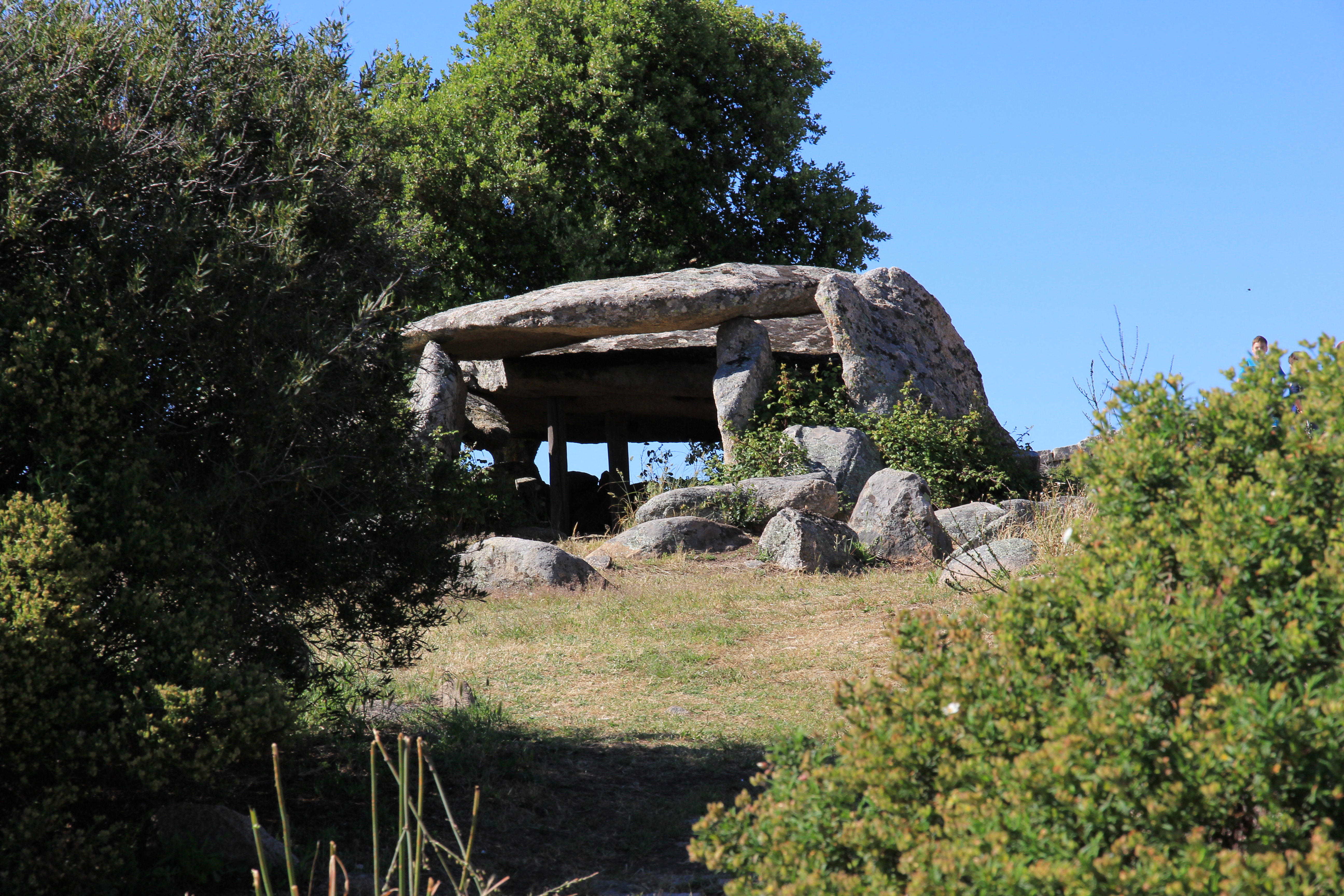
Il dolmen di Ladas a Luras

- Pozzo sacro di Milis a Golfo Aranci
- Tomba dei giganti di Su Monte 'e s'Ape a Olbia
- Tomba dei giganti di Coddu Vecchju ad Arzachena
- Tomba dei giganti Li Lolghi ad Arzachena
- Tomba dei giganti di Pascaredda a Calangianus
- Nuraghe Albucciu ad Arzachena
- Nuraghe Maiori a Tempio Pausania
- Nuraghe Izzana a Tempio Pausania
- Nuraghe Naracheddu (ora quasi totalmente distrutto) a San Teodoro
- Nuraghe Lu Naracu al confine tra San Teodoro e Budoni
- Resti di mura puniche a Olbia
- Nuraghe di Tilzitta a oriente del golfo di Arzachena
- Fortificazioni megalitiche di Tiana ad Arzachena

### Architetture del periodo romano
- Resti della città romana e dell'acquedotto di Olbia

### Architetture medioevali e di età giudicale
- Basilica di San Simplicio a Olbia (XI-XII secolo)
- Castello di Pedres a Olbia (1296-1388)
- Castello di Sa Paulazza, presso Olbia (Telti)
- Castello di Balaiana a Luogosanto
- Palazzo di Baldu a Luogosanto
- Frammenti medioevali nella casa erroneamente attribuita a Nino di Gallura a Tempio Pausania
- Basilica di Nostra Signora di Luogosanto
- Chiesa di San Ponziano nell'isola di Molara (rovine)

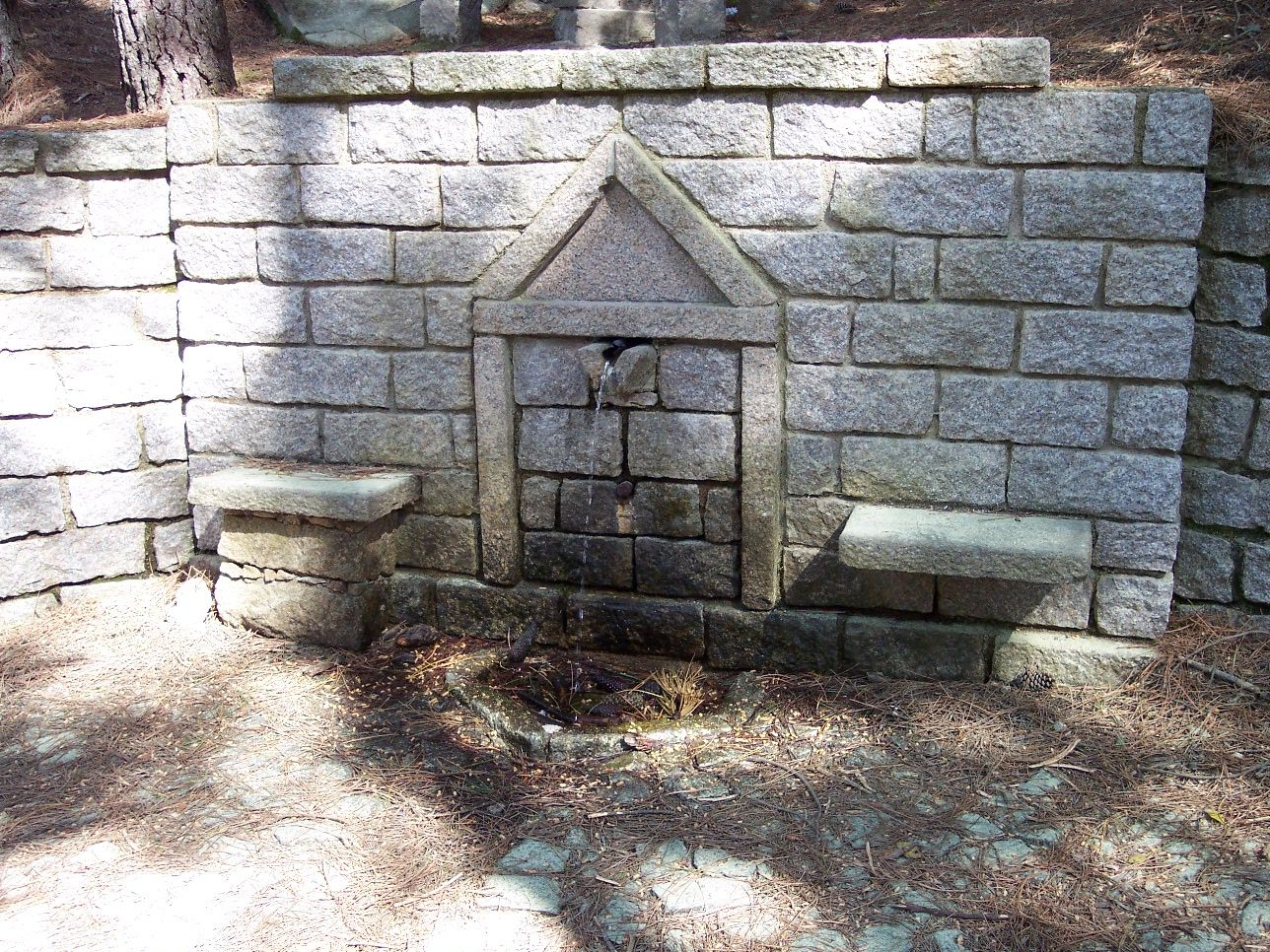
Fontanella in granito, Tempio-Pausania.

### Architetture dal quattrocento al settecento nel periodo iberico
- Facciata gotico-aragonese dell'Oratorio del Rosario a Tempio Pausania
- Stazzi nelle campagne galluresi
- Parrocchiale di Santa Giusta a Calangianus (XVII secolo)
- Oratorio di Sant'Anna a Calangianus
- Oratorio di Santa Croce, del Rosario, di Sant'Anna e della Madonna di Itria ad Aggius
- Parrocchiale con campanile e oratori del Purgatorio e di San Pietro a Luras
- Palazzo Pes-Villamarina a Tempio Pausania
- Palazzo degli Scolopi con corte porticata a Tempio Pausania
- Complesso del Santuario, della Parrocchiale e del Camposanto di Nuchis
- Santuario della Natività di Maria a Luogosanto
- Palazzetti in granito dei centri storici di Tempio Pausania, Aggius e Calangianus
- Chiesa primarziale di San Paolo Apostolo e oratorio di Santa Croce (Olbia)
- Palazzi del centro storico di Olbia (quartiere di "su Casteddu")

### Architetture sabaude e ottocentesche
- Chiese campestri nelle campagne galluresi.
- Piano di espansione di La Maddalena (1777)
- Piano Regolatore di fondazione sabauda di Santa Teresa Gallura dell'ing. Francesco Maria Magnon (1808)
- Ampliamento della cattedrale di San Pietro a Tempio Pausania (XIII secolo) e sopraelevazione del campanile quattrocentesco
- Facciata e copertura della Chiesa medioevale di Santa Croce (XIII secolo) a Tempio Pausania
- Santuario del Buon Cammino a Santa Teresa Gallura
- Chiesa della Santissima Trinità a Trinità d'Agultu
- Villa Tamponi a Olbia (1870)
- Palazzo municipale a Tempio Pausania (1882)
- Palazzo La Littranga, Palazzo Corda e Palazzu Mannu a Calangianus (1750, 1892, 1800).
- Villa Weber a La Maddalena

### Architetture del novecento e contemporanee
- Municipio di Olbia (primi del Novecento)
- Municipio di Calangianus (prima metà del Novecento)
- Palazzo Colonna, a Olbia in corso Umberto (primi del Novecento)
- Scuole elementari "Vecchio Caseggiato" o "Scolastico" a Tempio Pausania (1910/1917)
- Scuole elementari "Vecchio Caseggiato" a Calangianus (1910/1917)
- Scuole elementari "Scolastico" a Olbia (1911)
- Teatro del Carmine a Tempio Pausania (1928-1929)
- Stazione e officine ferroviarie di Tempio Pausania (1930-33) con dipinti di Giuseppe Biasi (1931-32)
- Architetture della Costa Smeralda
- Centro commerciale terranova a Olbia, progettato dall'arch. Aldo Rossi;
- Teatro sul golfo di Olbia, progettato dall'architetto Giovanni Michelucci
- Museo archeologico nazionale di Olbia ("Museo del Mare"), progettato dall'arch. Giovanni Maciocco
- Ampliamento dell'aeroporto "Costa Smeralda" a Olbia

## Sport

### Calcio
Il calcio è lo sport più diffuso, praticato e seguito in Gallura. Hanno sede nella subregione alcune tra le società più antiche ed importanti della Sardegna. Infatti, la Gallura vanta i primati nell'isola per: partecipazioni (145) e vittorie (9) del massimo livello dilettantistico nazionale, vittorie dello Scudetto Dilettanti (2), vittorie del massimo campionato regionale (25, di cui 11 nel campionato di Eccellenza, primato anche in tal caso).
Le squadre di calcio più importanti della Gallura sono:
- L'Olbia Calcio 1905 è la squadra di calcio più importante della Gallura per blasone, partecipazioni ai campionati professionistici e seguito. Nato nel 1905, è uno dei club sportivi più antichi dell’isola. Ha disputato 19 campionati di Serie C e 36 campionati al quarto livello nazionale, di cui 23 in Serie C2 (seconda squadra in Italia). Ha vinto 3 campionati di Serie D, 2 campionati Interregionali, uno Scudetto Dilettanti e 5 titoli sardi. Milita nel girone B di Serie C.
- L'U.S. Tempio 1946 milita nel girone unico di Eccellenza. Ha disputato 13 campionati in Serie C2. Ha vinto un campionato di Serie D, un campionato Interregionale, uno Scudetto Dilettanti e due titoli sardi, di cui uno in Eccellenza.
- Il Football Club Calangianus 1905 milita nel girone unico di Eccellenza. È la società calcistica più longeva dell'isola, quella con più partecipazioni al quarto livello nazionale (39) nonché la più titolata al massimo livello regionale, con 6 campionati vinti, parimerito con Cagliari, Ilvamaddalena ed Iglesias.
- L'Ilvamaddalena 1903 è, assieme alla Torres, la società calcistica più antica della Sardegna nonché, parimerito con Cagliari, Calangianus e Iglesias, la più titolata al massimo livello regionale, con 6 campionati vinti, di cui 2 in Eccellenza. Ha disputato 13 campionati al quarto livello nazionale, di cui uno in Serie C2. Ha vinto un campionato Interregionale. Milita nel girone unico di Eccellenza.
- L'Arzachena Academy Costa Smeralda milita nel girone D di Prima Categoria. Vanta 2 partecipazioni al campionato di Serie C e la vittoria di un campionato di Serie D.
- La Polisportiva Budoni Calcio milita nel girone G di Serie D. Ha disputato 11 campionato di Serie D, ed ha vinto un campionato di Eccellenza.

### Pallavolo
La pallavolo gallurese è rappresentata ai più alti livelli nazionali dall'Hermaea Olbia che disputa il campionato di Serie A2 e dall'US Garibaldi di La Maddalena che disputa il campionato nazionale di serie B2.